# Georgia en los Juegos Paralímpicos de Río de Janeiro 2016
Georgia estuvo representada en los Juegos Paralímpicos de Río de Janeiro 2016 por cinco deportistas, tres hombres y dos mujeres.

## Medallistas
El equipo paralímpico georgiano obtuvo las siguientes medallas:
| Nombre           | Deporte | Evento           |
| ---------------- | ------- | ---------------- |
| Oro              |         |                  |
| Zviad Gogotchuri | Yudo    | –90 kg masculino |
| Plata            |         |                  |
| —                |         |                  |
| Bronce           |         |                  |
| —                |         |                  |